# Хайцан
Хайца́н (кит. упр. 海沧, пиньинь Hǎicāng) — район городского подчинения города субпровинциального значения Сямэнь провинции Фуцзянь (КНР).

## История
В эпоху Южных и северных династий в 540 году, когда эти места входили в состав южной империи Лян, был создан уезд Лунси (龙溪县). Во времена империи Мин в 1567 году из смежных земель уездов Лунси и Чжанпу был создан уезд Хайчэн (海澄县). На завершающем этапе гражданской войны эти места были заняты войсками коммунистов осенью 1949 года.  В марте 1950 года был создан Специальный район Чжанчжоу (漳州专区), и уезд Хайчэн вошёл в его состав. В марте 1955 года Специальный район Чжанчжоу был переименован в Специальный район Лунси (龙溪专区).
В октябре 1958 года эти земли были переданы из состава уезда Хайчэн под юрисдикцию Сямэня, и на них был создан Сямэньский промышленный район (厦门工业区). В 1978 году Промышленный район был переименован в район Синлинь (杏林区).
Постановлением Госсовета КНР от 26 апреля 2003 года часть района Синлинь была присоединена к району Цзимэй, а оставшаяся территория стала районом Хайцан.

## Административное деление
Район делится на 4 уличных комитета:
- Дунфу (Dongfu, 东孚街道)
- Синьян (Xinyang, 新阳街道)
- Сунъю (Songyu, 嵩屿街道)
- Хайцан (Haicang, 海沧街道)

## Экономика

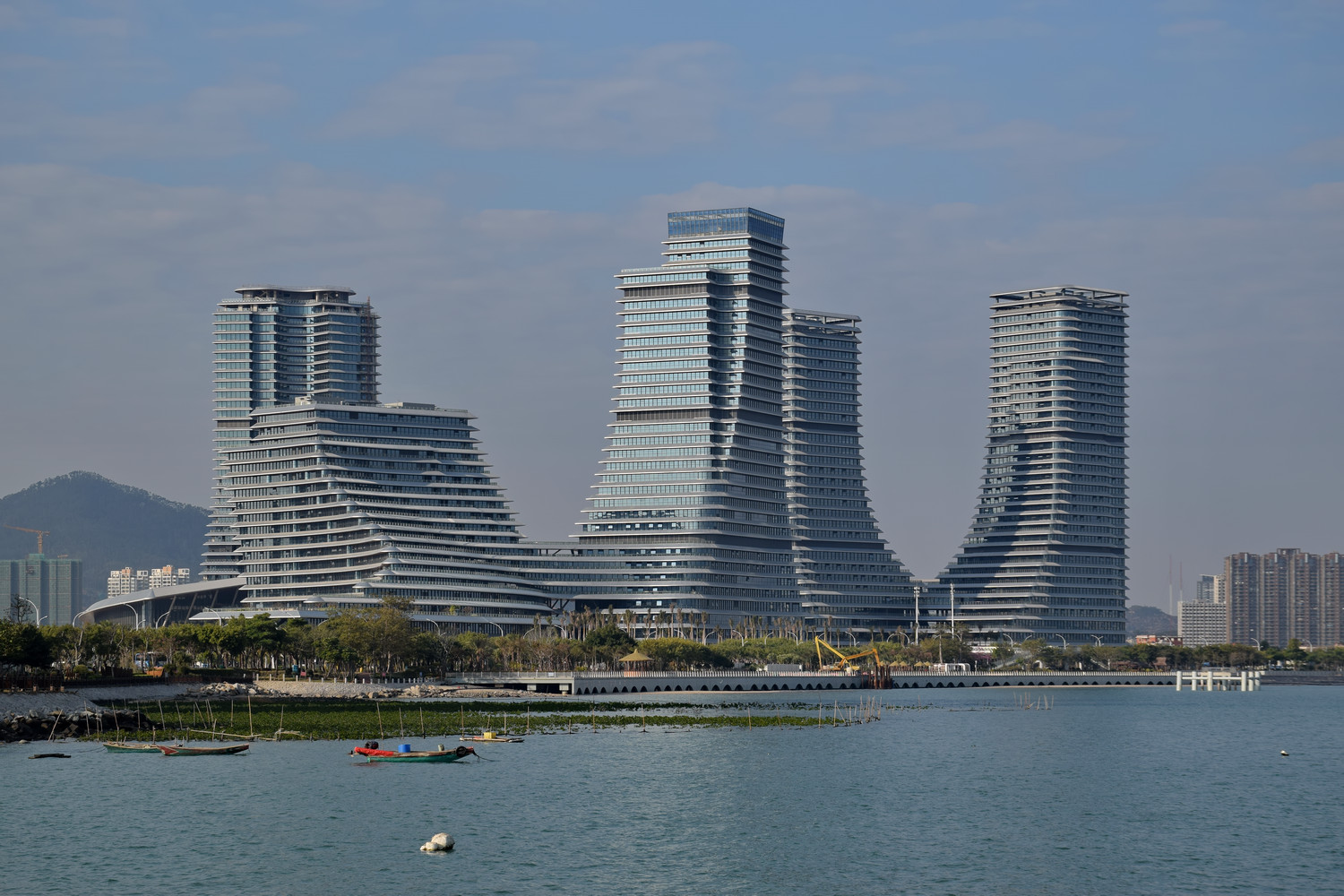
Комплекс Xiamen Center

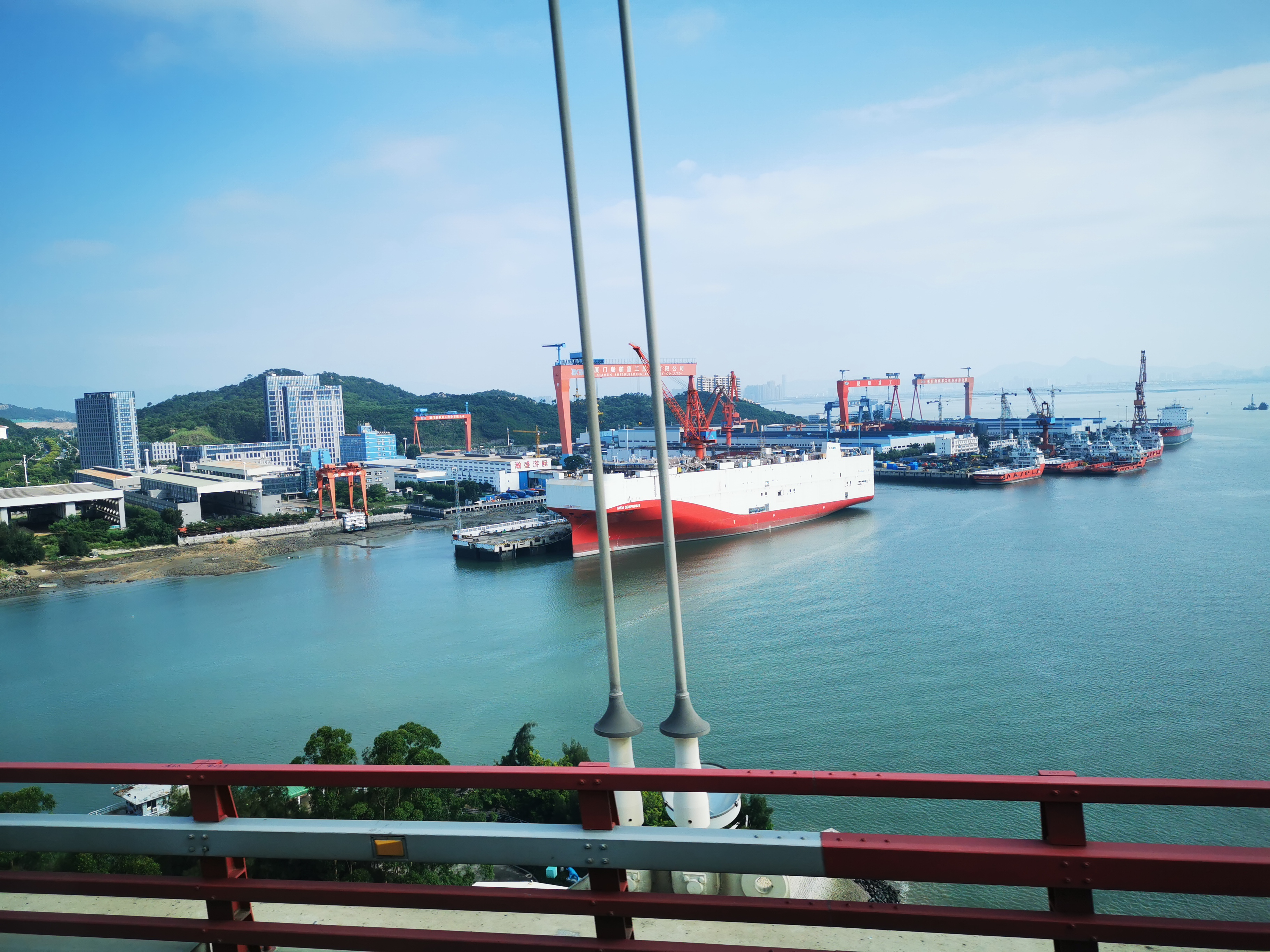
Судоверфь Xiamen Shipbuilding Industry

Хайцан входит в состав Фуцзяньской пилотной зоны свободной торговли. В Хайцане расположены новые административный и деловой центры Сямыня. В районе развиты электронная, машиностроительная, фармацевтическая, химическая и нефтехимическая промышленности, производство строительных материалов и биотехнологической продукции. Также в районе базируются верфи компании Xiamen Shipbuilding Industry, которая строит ролкеры, балкеры, круизные паромы и инженерные баржи.

### Зонирование
- В районе порта Хайцан расположены глубоководные причалы, складские комплексы и электростанция. Железнодорожная ветка связывает порт с линией Интань — Сямынь.
- Южная промышленная зона примыкает к порту. Здесь развиты производство электроники, промышленного оборудования, металлов, нефтехимической продукции и химических волокон.
- Промышленная зона Синьян специализируется на производстве электроники, промышленного оборудования, пластмасс, резины и строительных материалов.
- Также в районе расположены промышленная зона Дунфу и Сямэнськая зона экспортной переработки.

## Транспорт

### Автомобильный
В 1999 году сдан в эксплуатацию автомобильный мост Хайцан, связавший районы Хайцан и Хули. 
В 2021 году сдан в эксплуатацию 6,3-километровый автомобильный туннель Хайцан, связавший Хайцан с островом Сямынь.

### Железнодорожный
В Цяньчане расположен крупный транспортно-логистический узел. Важное значение имеют грузовые перевозки из порта Хайцан и со станции Цяньчан в Центральную Азию, Россию, Беларусь и Западную Европу (особенно в Польшу и Германию).
Хайцан обслуживает 2-я линия Сямыньского метрополитена.

### Морской
В порту Хайцана расположены контейнерный и газовый терминалы. Важное значение имеют регулярные контейнерные рейсы из Тайваня.